# 旧鐘紡洲本第3工場汽缶室
旧鐘紡洲本第3工場汽缶室（きゅうかねぼうすもとだいさんこうじょうきかんしつ）は兵庫県洲本市の洲本市民広場にある1920年竣工の近代建築。経済産業省の近代化産業遺産に認定される「洲本市の綿産業関連遺産」の一つである。1998年に開業したレストラン・特産品販売店淡路ごちそう館御食国の店舗として活用されている。

## 歴史
旧鐘紡洲本工場の前身は、1895年（明治28年）創業の淡路紡績にさかのぼる。淡路紡績は洲本に工場を設けたが、創業5年後の1900年（明治33年）に鐘淵紡績によって買収され、鐘紡洲本工場（第一工場）となった。鐘淵は順調に業績を拡大し、第二工場（1909年〈明治42年〉操業開始）に次いで1920年（大正9年）に操業開始したのが第三工場である。
第三工場の精紡機は当初32000錘を数えたが、後に61076錘まで拡大し、洲本工場全体も鐘淵全社で3番目の規模を持つ中心的な支店に成長した。その後、第二次世界大戦の影響による綿業全体の生産縮小や、都市部にあった工場が戦災による損害をこうむるなか、洲本工場は工場としての原型をとどめていたため、設備の復元・強化がなされて、戦後も引き続いて操業が出来た数少ない工場のひとつとなった。
1960年代末期以降電子事業へと転換したことによって工場の閉鎖が進み、1986年（昭和61年）に操業が完全に停止された。工場跡の広大な工業用地はほとんどが遊休化したが、1994年（平成6年）より遊休地および旧洲本港埋立地を含む用地を新都心として整備するため「洲本市新都心ゾーン整備構想」を策定し、煉瓦造建築群を歴史遺産として保存・活用するまちづくりに洲本市とカネボウが共同で取り組み、その一環として第三工場の汽罐室・汽機室をリノベーションし、1996年（平成8年）から、増築を施すことなく天井高14.5メートルある大正時代の建物をそのままレストランとして活用している。

### 建築物
第三工場はもともと1916年（大正5年）に着工されたが第一次世界大戦の影響によって機械の輸入が滞ったことから、操業開始が1920年にずれ込んだ。汽罐室、汽機室とも煉瓦造イギリス積みで、壁面の軒蛇腹や柱型や円形窓がアクセントとなっている。屋根は木造小屋組・桟瓦葺のフィンクトラスの越屋根になっており、汽罐室の前面に切妻屋根の空間と片流れ屋根の空間が付属する。電気動力を主要動力としたことにより、第三工場では汽罐室・汽機室を工場から離れた場所に設置することができた。これは蒸気動力を主要動力とし、工場中央に動力部分を設置した第一工場および第二工場と対照をなし、日本の綿糸紡績工場における動力と運転方式の変化と軌を一にする。また、旧洲本工場の5つの工場の持つ機能の相違は業態の変化に即した生産工程の変化への対応を示している。

### 近代産業化遺産
第三工場は、第二工場（現洲本市立図書館）や原綿倉庫などとともに「洲本市の綿産業関連遺産」として、2007年（平成19年）11月30日に経済産業省が公表した近代化産業遺産群33のひとつに認定されている。第三工場を含む「洲本市の綿産業関連遺産」は「『東洋のマンチェスター』大阪と西日本各地における綿産業発展の歩みを物語る近代化産業遺産群」の一部とされ、日本の近代綿産業が国内外市場に大量の綿製品を供給し、日本の経済と生活を支えたことを証するものとされた。

### ギャラリ

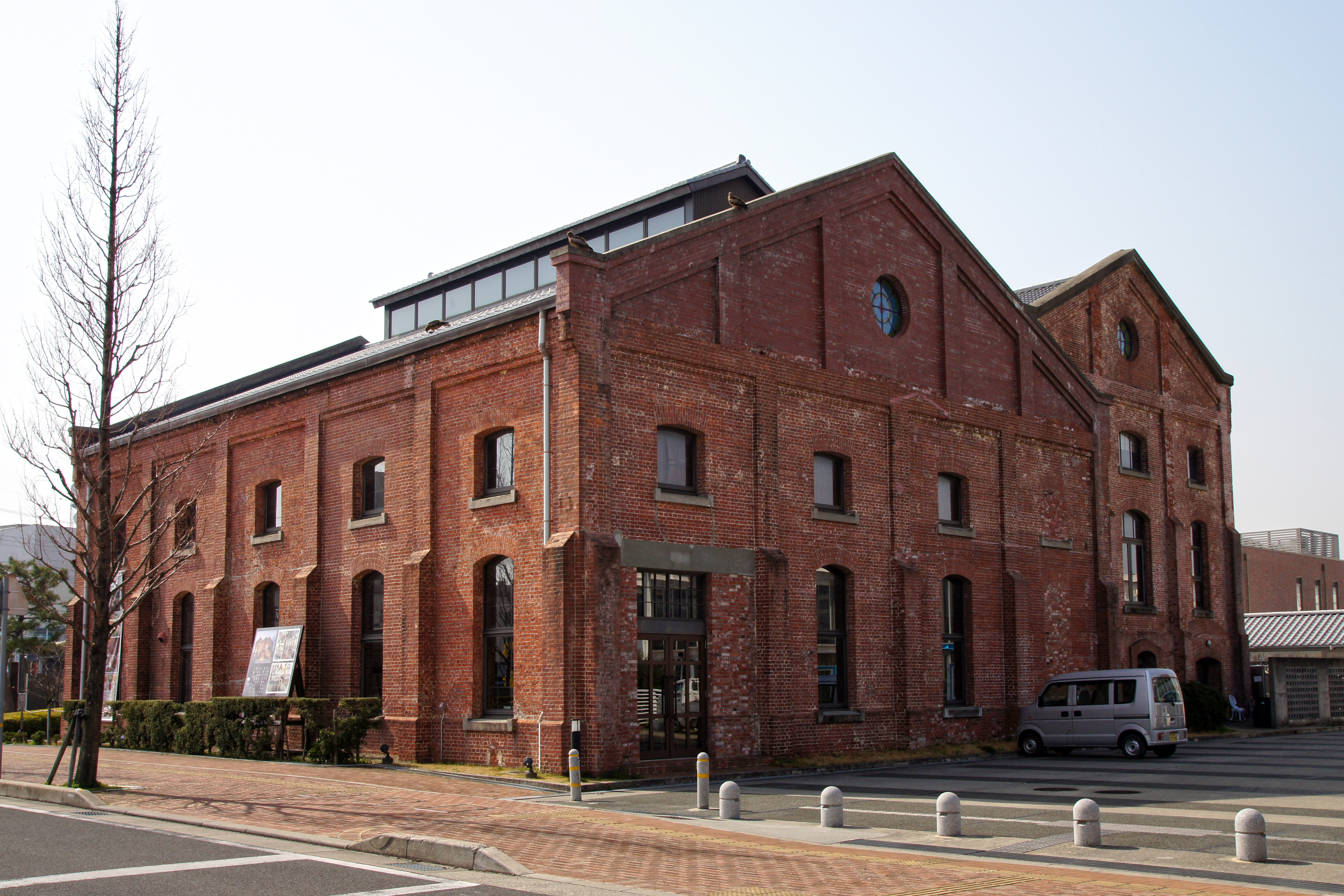
洲本市民広場側
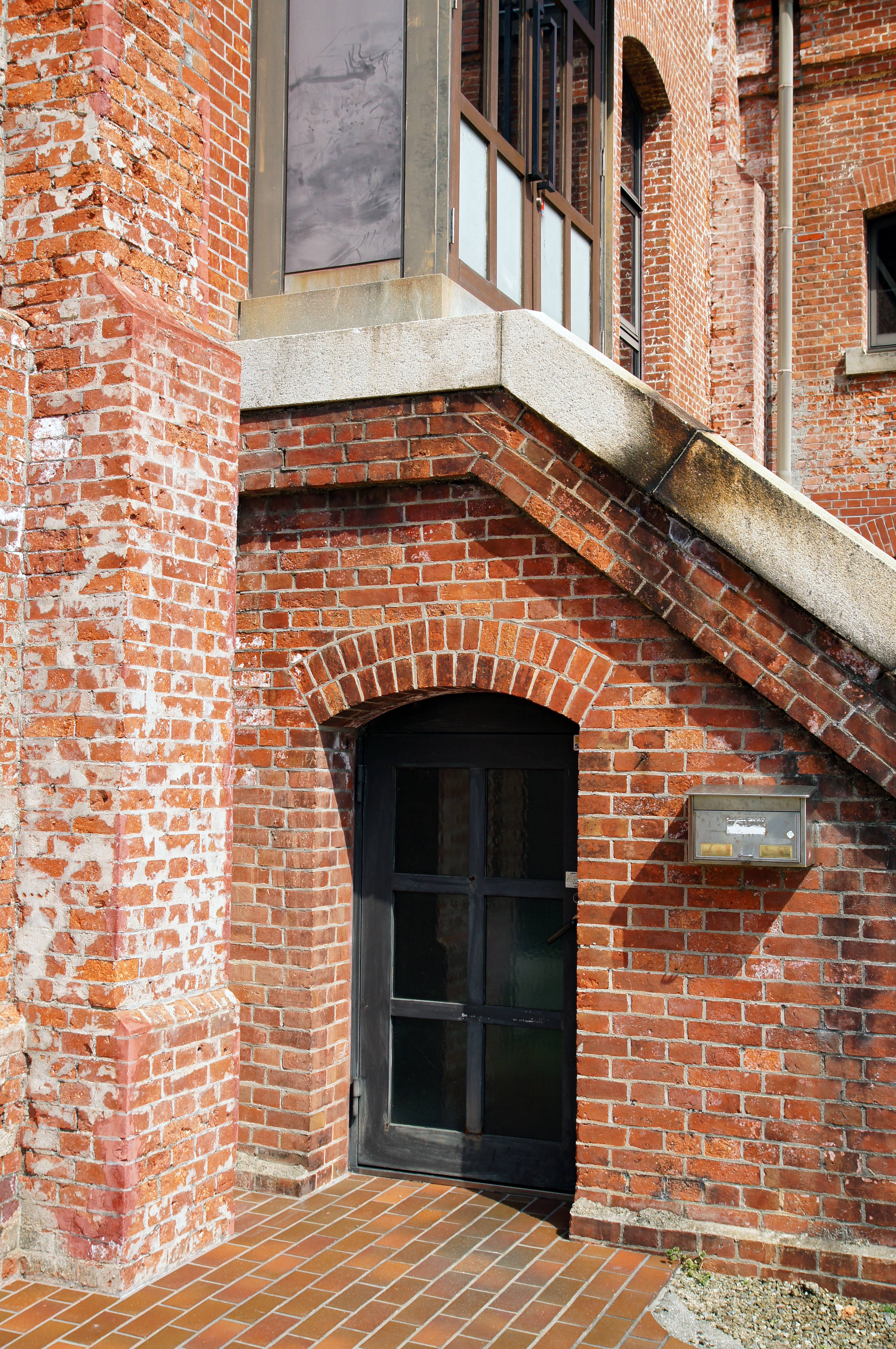
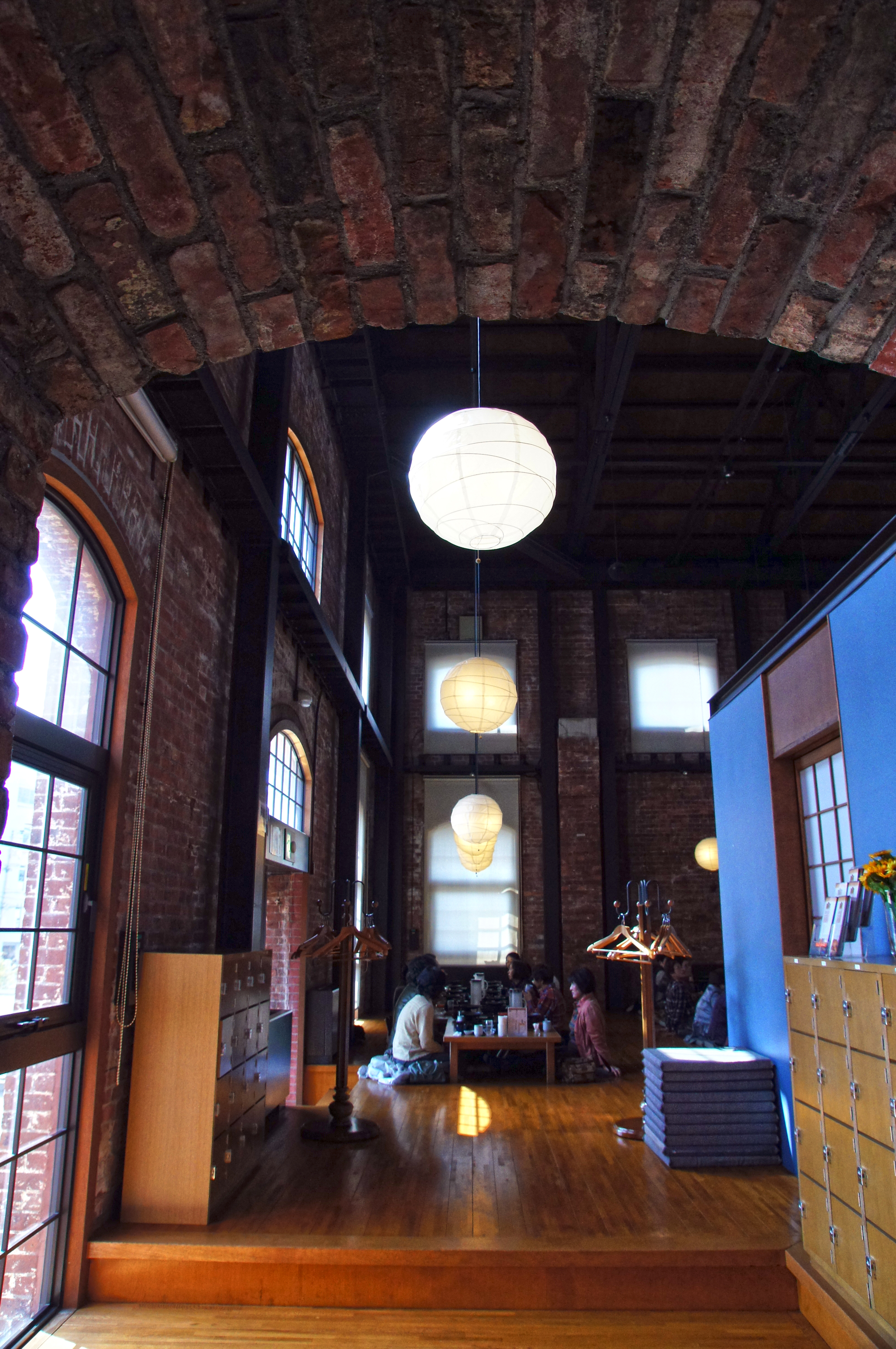
2F内部
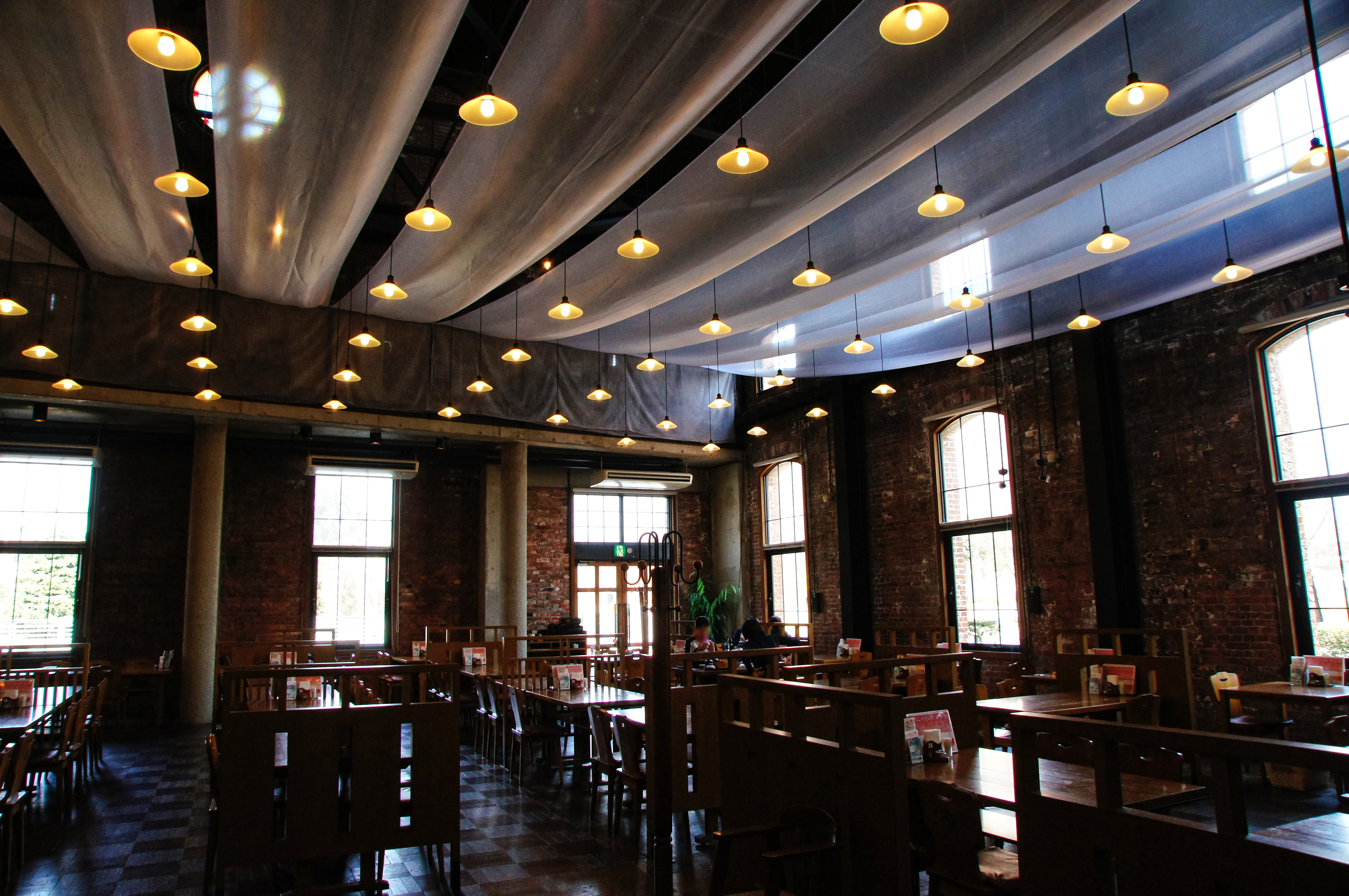
1F内部

## 交通機関
- 神戸舞子バスストップから高速バス「洲本バスセンター」行きで約50分、終点下車、徒歩3分
- 徳島駅から高速バス「洲本バスセンター」行きで75分、終点下車、徒歩3分
- 洲本港 徒歩5分

### 周辺
- 洲本市民広場 - 洲本アルチザンスクエア、洲本市立図書館、淡路ごちそう館御食国、旧鐘紡洲本工場原綿倉庫
- 洲本健康福祉館（徒歩1分）
- 兵庫県立淡路医療センター（徒歩3分）
- 大浜海岸（徒歩3分）

## 文献
- 二階堂達郎. “旧鐘淵紡績洲本工場（兵庫県洲本市）”. 《近畿の産業遺産》.  近畿産業考古学会. 2013年4月4日閲覧。
- 平井 直樹、2008、「鐘淵紡績洲本支店の工場建物について」、国立科学博物館（編）『シンポジウム「日本の技術革新」- 理工系における技術史研究』、国立科学博物館〈文部科学省科学研究費補助金特定領域研究 「日本の技術革新－経験蓄積と知識基盤化－」〉
- “近代化産業遺産群33 近代化産業遺産が紡ぎ出す先人たちの物語” (PDF).   経済産業省. p. 52. 2013年4月4日閲覧。
- “カネボウ洲本工場跡沿革” (PDF).   洲本市役所. 2013年4月4日閲覧。